# Aspoeckiella hyalina
Aspoeckiella hyalina är en insektsart som beskrevs av Hölzel 2004. Aspoeckiella hyalina ingår i släktet Aspoeckiella och familjen fjärilsländor. Inga underarter finns listade i Catalogue of Life.